# Analyse conversationnelle
L’analyse conversationnelle est l’étude des mécanismes et de l’organisation de la conversation dans le monde social. Il s'agit d'un champ recherche multidisciplinaire qui s'arrête sur plusieurs phénomènes, comme la rétroaction, les ponctuants du discours, les tours de parole, les réparations et l'ouverture, la fermeture et les sujets de conversations.
Il existe deux acceptions de l'analyse conversationnelle. La première acception large se confond avec une approche des interactions verbales qui s'appuie sur une variété d'outils méthodologiques comme la théorie des actes de langage, la linguistique de l'énonciation... La seconde acception plus étroite du terme analyse conversationnelle renvoie à un positionnement épistémologique spécifique, à la suite des travaux de Harvey Sacks parfois incompatible avec d'autres modèles. Ainsi, face à « analyse conversationnelle », les termes « analyse de conversations », « analyse de la conversation » renvoient moins à une méthode spécifique qu'à un objet, la conversation. L'analyse conversationnelle au sens étroit ne se limite pas à étudier des conversations, mais étudie un ensemble de variété d'actions interactionnelles. Son objet est de rendre compte de l'interaction comme un phénomène ordonné. En s'appuyant sur des enregistrements en situation naturelle, il s'agit de rendre compte de la manière[à vérifier]

## Définition
L’analyse conversationnelle est l’étude des différents processus qui régissent les interactions sociales. La théorie postule que la conversation est un processus minutieusement organisé possédant des règles implicites qui s’appliquent dans toute interaction, indépendamment du contexte. Harvey Sacks, sociologue fondateur de l’analyse conversationnelle, propose de décomposer les échanges en petites unités afin de montrer que ces différentes particules de la conversation peuvent fonctionner à l’intérieur d’autres contextes et de démontrer que tout échange conversationnel est bel et bien constitué de composantes récurrentes. L’objectif de la théorie est de modéliser les interactions de la conversation pour prouver que cette dernière est ordonnée.
L'analyse conversationnelle est construite principalement autour de l’analyse de conversations réelles et spontanées relevant du milieu privé ou public. Des conversations dans la maison familiale, dans le bureau d’un médecin ou encore sur une ligne d’appels de prévention du suicide sont tous des exemples possibles de corpus pouvant servir à l'analyse.
L’analyse de conversation est étudiée à l’intérieur de domaines variés, comme ceux de l’ethnographie, de la sociologie et de la linguistique.

### Conversation, discours et interaction
« Les concepts d’interaction, de discours et de conversation se trouvent dans un rapport de dépendance unilatérale: toute conversation est discours, mais il existe aussi des discours non conversationnels, tout discours implique une interaction, mais il existe aussi des interactions non verbales ».
Il y aurait plusieurs types de discours : le discours monologal (qui implique un seul locuteur), le discours monologique (qui peut être un discours que l’on s’adresse à soi-même, un texte écrit ou encore un discours sans alternance conversationnelle). Il y a également le discours dialogal, où plusieurs interlocuteurs réagissent, et le discours dialogique, où un locuteur n’attend pas de réponse (comme dans un discours magistral).
La langue en action, c'est-à-dire celle étudiée dans le cadre de l'analyse des interactions conversationnelles, serait surtout représentée par les discours dialogaux et dialogiques.

## Théories et approches
Deux écoles de pensées s'attachent à l'analyse de la conversation. L'analyse conversationnelle et l'analyse du discours ont toutes deux pour but d’examiner l’organisation séquentielle des énoncés en contexte de conversation. Elles se basent également sur des corpus de dialogues réels provenant d’un contexte naturel. Elles diffèrent cependant dans leur méthodologie et dans leur conception de la conversation.

### Analyse conversationnelle
L'hypothèse initiale de l'analyse de conversation est que la conversation ordinaire est un phénomène profondément ordonné, structurellement organisé. Cet ordonnancement est conçu comme le produit de méthodes de raisonnements partagées par les participants à l'interaction. Les analyses de conversation s'intéressent spécifiquement à l'organisation séquentielle de la parole. En s'appuyant sur des enregistrements de conversation en situation naturelle, l'objet de l'analyse de conversation est de rendre compte des procédés par lesquels les personnes gèrent de manière routinière les échanges verbaux. L'analyse de conversation observe un double principe. D'une part, elle reconnaît que l'action est située, occasionnée et sensible aux contingences du contexte de sa production. Il y a la croyance que les actions sociales sont produites en référence au contexte local immédiat. De l'autre, elle considère que l'action est localement organisée grâce à des procédés qui traversent les contextes et qui sont systématiques. Ce sont ces procédés et méthodes systématiques (tels que la prise de parole, la réparation...) que l'analyse conversationnelle prend pour objet.

### Analyse du discours
L’analyse du discours tire ses origines du domaine de la pragmatique linguistique. Elle est cependant une approche diversifiée, née « des hypothèses de la théorie des actes de langage (Austin et Searle), de la théorie de l’argumentation (Anscombre et Ducrot) et de l’interactionnisme sociologique (Goffman) » (p.40). L’analyse du discours reste tout de même très pragmatique; elle tient compte des implicatures conversationnelles et, bien qu'un grand nombre des éléments dans une conversation ne soient pas verbaux, ne s'intéresse qu'aux aspects linguistiques des interactions conversationnelles. La pragmatique des interactions conversationnelles est une étude qui s’intéresse à la fois aux rapports entre l’émetteur, le récepteur, l’énoncé et à la relation établie par l’échange verbal.

### Théorie de l'acte de langage
L'utilisation de la théorie de l’acte de langage en analyse de la conversation vise à analyser les échanges conversationnels du point de vue des actes illocutoires, c’est-à-dire des intentions véhiculées par les énoncés des locuteurs (p.125). Plusieurs débats ont encore lieu à savoir s’il est légitime d’intégrer cette théorie à l’analyse conversationnelle ou si, au contraire, il vaut mieux analyser les énoncés par rapport à leurs différentes combinaisons et propriétés indépendamment de l’acte illocutoire. En règle générale, l'analyse conversationnelle rejette la notion d'acte de langage, tandis que l'analyse du discours l'adopte.

#### Arguments contre l'acte de langage en analyse de la conversation
L’une des principales critiques contre l'acte de langage en analyse de la conversation est que l’acte de langage ne peut être prédit puisqu’il découle des intentions du locuteur et que la conversation dépend de l’interaction (p.126). Selon Labov et Fanshel, qui partagent cette opinion, les interactions en conversation doivent être traitées comme un réseau d’actes de langage dépendant d’autres facteurs tels que le statut du locuteur, ses intentions, ses obligations, etc.
Une autre critique de cette théorie est que les actes de langage sont rarement catégorisables. Prenons l’exemple d’un élève qui demande à son professeur de parler plus lentement. Cet acte peut exprimer à la fois une demande de la part de l’élève, une affirmation que le professeur parle trop rapidement ainsi qu’une indication implicite de sa difficulté à comprendre la matière. Il sera alors difficile d’essayer de classer cet énoncé. Par ailleurs, Franck et Levinson argüent que la théorie de l'acte de langage donne une segmentation des conversations beaucoup trop arbitraire.
Finalement, les actes de langage peuvent difficilement être analysés sans prendre en compte le contexte situationnel et donc, il devient difficile d’interpréter les actes illocutoires puisque ceux-ci peuvent varier. En effet, une conversation informelle entre amis n’aura probablement pas les mêmes règles conversationnelles qu’un interrogatoire entre un policier et un suspect. L’une des différences flagrantes entre ces deux situations est que dans la première, les interlocuteurs tiennent pour acquis que la maxime de la qualité de Grice doit être respectée, c’est-à-dire, qu’on s’attend à ce que dit notre interlocuteur soit vrai, alors que durant l’interrogatoire, le policier mène le dialogue en ayant en tête la possibilité que le suspect ne respecte pas cette maxime de la conversation.
En fait, ce n’est pas l’acte de langage même qui est remis en question dans ce débat, mais plutôt la pertinence de l’inclure dans la segmentation de la conversation.

#### L'acte de langage en analyse du discours
On adopte généralement la théorie des actes de langage en analyse du discours, bien qu'il y ait des dissensions à ce sujet. L’école de Genève, dans laquelle figure le pragmaticien Jacques Moeschler, a proposé d’étudier le discours comme une suite d’actes d’ordre linguistique, plus précisément une suite d’actes illocutoires, c'est-à-dire l'intention derrière l'énoncé. Dans une conversation, ces actes illocutoires s’enchainent et les participants créent une cohérence dans leur discours. L'école de Genève développe donc un modèle hiérarchique et fonctionnel de l’enchainement des actes illocutoires. Ce modèle tente de rendre compte de la complexité des échanges dans un discours, notamment « des relations entre des actes de langage subordonnants et les actes de langage directeurs » (p.64). Les énoncés y sont considérés comme des atomes qui s’agglomèrent pour former des molécules de sens et ainsi texturer le discours.
Cependant, « l’utilisation de l’acte de langage en tant qu’unité pertinente pour analyser les conversations a été vivement remise en question par Franck et Levinson » (p.64). Le groupe de recherches sur les communications de l'Université Nancy II a montré qu’il était « possible d'utiliser la logique illocutoire comme fondement d'une théorie des enchainements conversationnels » (p.72). Selon Brassac, soit on voit l’acte de langage comme une unité du discours et on s’intéresse à la structure, soit on l’analyse selon sa fonction, auquel cas on s’intéresse au sens. Or, la conversation considère deux valeurs sémantiques de l’acte illocutoire, soit le succès et la satisfaction. Le succès est évalué en fonction de la valeur de vérité. La satisfaction pour sa part est évaluée selon l’acte perlocutoire; on comparera le contenu de la proposition et l’état du monde avant et après l’énonciation. Par exemple : « Je t’ai demandé de baisser le volume de la radio » peut être réussi mais si l’interlocuteur n’exécute pas l’ordre qui lui est demandé, l’acte est non-satisfait.
Il y a donc une divergence des approches quant aux propriétés que l’on donne aux actes de langage, voire au statut épistémique qu’on leur accorde. Malgré les différences entre les points de vue, les deux écoles d'analyse du discours « n'envisagent pas l'étude de l'utilisation du langage en interaction interhumaine sans une inscription dans le paradigme des sciences cognitives » (p.73).

## Histoire
Le champ de l'analyse conversationnelle a émergé dans les années soixante avec les travaux pionniers de Emmanuel Schegloff, Harvey Sacks et Gail Jefferson.
Avant les années 60, les cadres théoriques de la communication conversationnelle s’orientent autour de la logique et du formalisme. Dans les années 60, Goffman propose une analyse sociologique basée sur les interactions directes du face-à-face. Selon lui, la conversation fait partie des « rituels sociaux ».
Ses élèves de l’époque, Sacks et Schegloff, vont plus loin en y intégrant d’autres sciences comme l’anthropologie, la linguistique et la psychiatrie.
Sacks collecte, dans un centre de prévention du suicide, les enregistrements téléphoniques qui lui serviront de matériel pour développer ce qu’on appelle aujourd’hui l’analyse conversationnelle. En 1974, Sacks, Schegloff et Jefferson élaborent les règles de conversation dans lesquelles le tour de parole est l’élément central.

### Harvey Sacks
Harvey Sacks est le fondateur de l'analyse des interactions en conversation. En 1963, lui, Harold Garfinkel et Eving Goffman commencent les premières analyses de la conversation dans le Centre d’études scientifiques du suicide à Los Angeles. Sacks s’est montré contre l’idée chomskienne que seule la compétence, et non la performance, est digne d’intérêt : la performance répond, selon lui, à des règles, autant que le langage. Sacks croit que la compétence communicative existe et qu’elle est formée à partir de règles sociales et culturelles.
Harvey Sacks travaille entre autres sur le principe des paires adjacentes et sur les règles de dépendance séquentielles.
Emanuel Schegloff continue l’élaboration de la théorie de Sacks après la mort de ce dernier.

### Emanuel Schegloff
Emanuel Schegloff a enregistré plus de 500 conversations téléphoniques provenant d’un disaster centre. Schegloff a trouvé, à partir de ses analyses, que celui qui répond au téléphone parle toujours en premier. Il existe toutefois une exception que l’auteur Schegloff a nommée summons-answer sequence, où celui qui appelle quelqu’un parle en premier. En coopération avec Sacks, il travaille également sur les fermetures de conversations.

### Elizabeth Stokoe
La professeure Elizabeth Stokoe s’intéresse également à l’analyse conversationnelle. Elle est spécialisée en interaction sociale et elle enseigne à l'université de Loughborough en Angleterre. Elle cherche notamment à comprendre de quelle façon les petites différences linguistiques peuvent influencer les conversations.
Elle a découvert qu’il y a une différence majeure entre les demandes du type « Any more cake? » et les demandes telles que « Some more cake? ». En effet, dans le premier cas, la réponse de l’interlocuteur sera très probablement « non » tandis que dans le deuxième cas, la réponse sera possiblement « oui ». Stokoe suppose que cette différence entre les deux réponses est causée par la forme linguistique de la demande.

## Phénomènes étudiés

### Back-Channels
Le back-channel est l’un des phénomènes étudié par l’analyse du discours. Ce terme implique qu’il y a deux canaux (channel) de communication qui opèrent en même temps durant une conversation. Le premier canal est celui par lequel passe l’énoncé du locuteur, tandis que le second, le back-channel, correspond aux manifestations orales ou sonores par lesquelles l’auditeur réagit à la qualité de la communication dans laquelle il est impliqué. Ces back-channel peuvent être des bâillements, des hochements de la tête, des rires, des regards perplexes, etc. Ces réactions de l’interlocuteur permettent également au locuteur d’ajuster ses propos. Elles lui indiquent s’il doit garder ou donner son tour de parole, abréger son propos ou l’expliciter, etc.
Duncan a classé 4 sous-types de back-channels :
1. Mots brefs qui témoignent de l’attention et de la compréhension (hum hum)
2. Complétion : compléter un énoncé commencé
3. Clarification : poser une question pour clarifier le propos
4. Reformulation brève : reprise d’un énoncé produit par l’auditeur

Toutes les expressions faciales ne sont pas des back-channels. Par exemple, un bébé qui sourit parce que sa mère lui parle en souriant est une imitation et non une manifestation de participation active à une conversation. Dans la théorie des actes de langage, le sourire du bébé correspond à un acte perlocutoire, c'est-à-dire la conséquence qu'a eue l'énoncé.
Une personne qui émet des back-channels peut être fortement ou faiblement impliquée dans la conversation. Par exemple, un auditeur fortement impliqué peut se rapprocher tandis qu'un auditeur faiblement impliqué préfèrera garder ses distances. Souvent, les personnes seront plus impliquées dans des conversations avec des amis, des individus avec qui elles ont une bonne relation. Au contraire, elles seront moins impliquées dans des conversations avec des inconnus ou des connaissances. Cependant, l’emploi de ces types d’implications varie selon l'individu et la culture.

### Ponctuants du discours
Un ponctuant du discours est un élément de la langue parlée désémantisé (qui a perdu sa valeur sémantique, son sens plein) et répétitif dans le discours,. Ce qu'on appelle « tics de langage » réfère généralement aux ponctuants du discours.
Avant qu’ils soient mis sous la loupe de la pragmatique, on pensait les marqueurs discursifs tels que hein, bien, là étaient vides. Ils étaient plutôt vus comme un moyen phatique d’entretenir une conversation; Jakobson donnait à ces « mots du discours » la fonction de maintenir le contact avec son interlocuteur. Mais une analyse de leur rôle dans le discours révèle une valeur pragmatique insoupçonnée. En effet, ces mots permettent de faire des coupes au niveau de la structure informationnelle d’un discours afin de signaler au destinataire l’importance relative d’information par rapport au contexte. C’est le cas de l’usage particulier du là en français québécois, un élément déictique (locatif ou temporel), ou un démonstratif qui a une remarquable polyvalence pragmatique. La phrase « Rémi est arrivé hier » peut émettre trois informations différentes selon sa segmentation (exemple tiré de Forget, p.68):
(1) Rémi // est arrivé hier
(2) Rémi est arrivé // hier
(3) Rémi est arrivé hier //
Nous pouvons ajouter le mot là dans ces coupes afin de signaler l’importance d’une information à un locuteur.
(4) Rémi là, est arrivé hier (emphase sur Rémi)
(5) Rémi est arrivé là, hier (emphase sur le fait qu’il soit arrivé)
(6) Rémi est arrivé hier là (emphase sur le fait qu’il est arrivé hier)
Le là en français québécois peut aussi isoler des segments qui ne sont pas syntaxiquement autonomes comme dans « à force là, de courir comme ça, j'ai mal partout, moi » (p.61). Ce marqueur agit sur un plan qui n’est pas syntaxique: il agit sur le discours. En utilisant ce marqueur, le locuteur en sélectionne « une unité informationnelle dont il veut orienter l’interprétation » (p.72).
La sélection d’une unité informationnelle peut porter sur « l’identification référentielle (ta sœur) comme en (7), le détachement du thème (retour d’un livre) comme en (8) ou le renforcement de l’acte (emphase sur le commencement du spectacle ou sur le fait de s’amuser) en (9) et (10) » (exemple tiré de Forget, p.72).
(7) Ta sœur là, elle a rien qu'à ne pas s'en faire avec ses allergies.
(8) Parce que je n’avais pas rapporté mon livre à temps là, j'ai dû payer.
(9) Dans cinq minutes, le spectacle va commencer là.
(10) Amuse-toi bien là !
Forget synthétise ces différentes opérations qui sont soutenues par des processus cognitifs en une seule opération, qu’elle appelle la singularisation. Cette opération de singularisation sert à marquer la pertinence des informations dans le discours et à solliciter une « reconnaissance marquée » de cette information chez l’interlocuteur. Donc, les informations qui sont « singularisées » par le marqueur là permettent de mettre en relation le discours, l’enchainement des énoncés et la pertinence pour le locuteur. Les particules comme « là » contribuent également à marquer les éléments présupposés et posés du discours.

### Tours de paroles
Un tour de parole est un échange où un des locuteurs a la possibilité d’émettre un énoncé. Plusieurs règles et normes sociales contrôlent implicitement les tours de parole. Par exemple, une seule personne doit parler à la fois et les tours de parole doivent alterner de manière égale entre les locuteurs, sans coupure. Les tours de parole peuvent aussi être régis par le contexte situationnel ou social. Une personne en position d’autorité, comme un professeur, contrôle davantage les tours de paroles que quelqu’un avec un groupe d’amis, par exemple.

#### Règle de dépendance séquentielle
Cette règle stipule que la production d’un acte de langage entraine la production d’un autre acte qui respecte spécifiquement les contraintes engendrées par le premier. Par exemple, lorsqu’on pose une question, on s’attend à obtenir une réponse en retour. Une demande provoque également son exécution. Cela montre donc que les énoncés ne sont pas indépendants les uns des autres, mais bien au contraire, un premier énoncé contraint l’interlocuteur à émettre une réponse cohérente avec ce qui vient d’être dit. Prenons un extrait de l’exemple connu de Sacks :
A : Allô
B : Allô
A : C’est Mr. Smith, puis-je vous aider ? »
Cet échange viole clairement la règle de dépendance séquentielle. Lorsqu’une personne répond au téléphone, elle s’attend à ce que celle au bout du fil s’introduise et explique la raison de son appel afin de bien comprendre le but de leur interaction. Pourtant, ici, l’interlocuteur ne se présente pas et ne permet pas à la conversation de progresser. Alors, afin d’inciter subtilement son interlocuteur à se nommer, le locuteur A décide de se présenter en premier, bien que ce ne soit pas ce qui est normalement attendu dans une suite d’énoncés comme celle-ci.

#### Paires adjacentes
Les paires adjacentes sont deux tours de parole qui sont fortement interreliés et que l’on retrouve dans de nombreuses situations conversationnelles,. Un grand nombre de type de paires adjacentes sont recensées, telles que salutation-salutation (par exemple : A: « Bonjour ! » B: « Bonjour »), compliment-acceptation (A: « Tu as une belle robe », B: « Merci »), offre-rejet (A: « Est-ce que tu veux du café ? », B: « Non, merci »), etc.

### Protection des faces
Selon Goffman, la conversation contient une double contrainte, à savoir que le locuteur doit faire attention pour ne pas se dépeindre négativement ni faire en sorte que son interlocuteur reçoive une image négative de lui-même. Afin d’éviter cela, le locuteur utilise des techniques défensives pour se protéger lui-même et des techniques de protection pour défendre son interlocuteur et ainsi maintenir l’équilibre de la conversation. Par exemple, si Pierre discute avec Marie et que cette dernière lui raconte qu’un évènement lui a fait perdre confiance en elle, Pierre pourrait ajouter au discours de Marie des mots d’encouragement comme : « mais non » ou « ça arrive à tout le monde », etc.

#### Préalables et précautions
Cette composante de la conversation sert à avertir un interlocuteur de notre intention de lui faire savoir comment nous souhaitons diriger la conversation. Schegloff donne l’exemple de la phrase : « Est-ce que je peux te poser une question ? ». À première vue, ce genre de propos peut paraitre superflu puisque s’il est pris dans son sens littéral, il est très peu probable que la réponse à cette question soit « non ». En effet, lorsque des personnes sont engagées dans une discussion, elles s’attendent à être questionnées. Par contre, un autre sens que cette phrase peut véhiculer est de prévenir l’interlocuteur que la question qui sera posée est peut-être personnelle, indiscrète ou délicate.
D’autres précautions présentes dans le discours peuvent être des énoncés comme : « c’est bête à dire […] ». Ce genre de phrases, appelées des énoncés métadiscursifs, annonce que ce qui suit est hors norme ou inhabituel. En s’exprimant ainsi, le locuteur fait savoir à son interlocuteur qu’il a conscience que son propos peut être original, et de ce fait, minimise sa portée en s’autocritiquant.
La prolepse est un autre procédé qui sert à minimiser l’effet négatif d’un discours lorsqu’on anticipe le jugement ou la réaction de l’interlocuteur. En voici un exemple :
« […] tu sais tu te tannes d’élever des enfants tu sais. C’est pas que je les aime pas mes enfants. Mais tu sais, tu aimes à vivre toute seule ». La femme a conscience qu’en disant qu’elle éprouve de la satisfaction à vivre seule, que certains peuvent interpréter son discours et supposer qu’elle n’aime pas être avec ses enfants. Afin de se protéger d’un tel jugement, la femme prend soin, en début d’énoncé, de mentionner qu’elle affectionne ses enfants.

### Ouverture et fermeture (openingetclosing)
Les chercheurs s’intéressant à l’analyse de conversations peuvent également analyser les manières de commencer et de terminer une conversation. Dans un contexte informel, le dialogue sera souvent initié par une paire adjacente telles que salutation-salutation (greeting-greeting) ou par une question-réponse (question-answer) (p.133). L’utilisation d’une paire adjacente permet aux deux locuteurs d’être interpelés à participer sur-le-champ à la conversation et ouvre la porte à la poursuite de la discussion (p.134).
De la même manière, mettre un terme à la conversation demande de la part des locuteurs une certaine coordination. Le dernier tour de parole sera généralement une paire adjacente d’au revoir telle que A: « bye », B: « À bientôt », mais les locuteurs doivent tout de même orienter la conversation pour qu’elle aille dans cette direction. C’est ce qu’on appelle des possibles pré-fermetures (pre-closings) comme lorsqu’on utilise des mots comme « bon… », « alors… », « ok ». Quand celles-ci apparaissent vers la fin d’un sujet de conversation, elles mèneront à la fermeture. Le locuteur peut aussi utiliser des phrases suggérant implicitement qu’il est temps pour lui de mettre fin à la conversation, par exemple : « Bon, je ne te dérangerai pas plus longtemps » ou « Je dois rentrer chez moi bientôt », etc. Par contre, les pré-fermetures peuvent guider les locuteurs vers un autre sujet de conversation. C’est seulement lorsqu’aucun participant n’amène plus de nouveaux sujets que la paire adjacente d’au revoir aura lieu (p.135).

### Sujet de conversation
Les sujets de conversation sont une autre particularité du discours qui est étudiée en analyse de la conversation. Ceux-ci peuvent varier énormément d’un contexte à un autre. Par exemple, dans un contexte formel ou avec une personne inconnue, les sujets sont plus limités. Le locuteur ne parlera pas de choses très personnelles ou d’un sujet qui est peu commun. On note que le premier sujet de conversation d’une discussion commencera souvent par une question du genre « quoi de neuf ? » où l’interlocuteur en répondant à la question sélectionne le premier sujet (p.138). Il s’agit ensuite d’analyser comment chaque tour de parole contribue au sujet ou au changement de sujet ainsi que la manière qu’a le locuteur d’accepter le sujet de la personne avec qui il parle ou de le rejeter en déviant la conversation.

### Réparations (repairs)
Lors de la conversation, le locuteur peut parfois avoir de la difficulté à transmettre le message voulu. La réparation est un effort de la part du locuteur ou de son interlocuteur à corriger l’énoncé causant le problème et ainsi rétablir la compréhension. Le locuteur peut lui-même reprendre son énoncé, ce qu’on appelle de l’auto-réparation (self-repairs) (p.147), comme dans la phrase : « il est marié avec…euh…comment elle s’appelle déjà...Jessica…euh non Bianca ! ». Parfois, au contraire, c’est son interlocuteur qui reprend le discours. Il arrive aussi que l’interlocuteur ne comprenne pas où le locuteur veut en venir et il peut alors lui exprimer verbalement son incompréhension. Cette composante de la conversation est particulièrement étudiée dans des conversations où au moins un des locuteurs parle dans une langue seconde. Cette difficulté à s’exprimer crée inévitablement des contextes dans lesquels le locuteur ou son interlocuteur doit reprendre ce qui a été dit pour le clarifier.

### Mensonge
Peu importe la conversation que tient un locuteur, il a toujours le choix entre dire la vérité ou mentir. Dans plusieurs de ses échanges, il a non seulement cette possibilité, mais il a ce qu’on peut appeler le devoir de mentir. Un exemple très fréquent dans le discours est la question : « Comment ça va ? » que l’on pose à quelqu’un qu’on rencontre pour la première fois dans la journée. Cette question et sa réponse, qui est habituellement positive, sont dépourvues de valeur de vérité. Peu importe l’humeur de l’interlocuteur, il sera pratiquement obligé de répondre par l’affirmative. Il ne s’agit donc pas d’une question à proprement parler, mais plutôt d’une forme de salutation. Dans beaucoup d’autres cas, les questions posées permettent une réponse honnête, mais le locuteur a conscience que celle-ci peut avoir des répercussions négatives qu’un mensonge ne provoquerait pas. Une femme qui demande à un ami s'il aime sa robe se verra probablement répondre que oui, même si cela est faux, car le mensonge évite ainsi une certaine confrontation.

### Principe de coopération
Ce principe stipule que chaque tour de parole doit être en continuation avec le précédent. Un participant à la conversation s’attend à ce que son interlocuteur lui réponde avec cohérence (p.120). Un échange comme (1) violerait le principe de coopération.
(1) A: « Hier, je suis allé au cinéma »
B: « Les légumes, c’est bon pour la santé »
Dans une telle situation, le locuteur A chercherait probablement comment l’énoncé du locuteur B pourrait être en lien avec le sien, présumant que la personne respecte le principe de coopération. En n’étant pas capable d’établir de lien logique, la personne devrait demander à B de répéter son énoncé, croyant avoir mal compris ou encore le questionner sur la pertinence de son énoncé dans le contexte conversationnel. Par contre, l’un des locuteurs peut amener la conversation vers un autre sujet, sans que cela vienne pour autant violer le principe (p.123).